# UFC Fight Night: Edwards vs. Brady
UFC Fight Night: Edwards vs. Brady (também conhecido como UFC Fight Night 255, UFC on ESPN+ 113) foi um evento de artes marciais mistas produzido pelo Ultimate Fighting Championship que ocorreu em 22 de março de 2025, na The O2 Arena, em Londres, Inglaterra.

## Contexto
O evento marcou a 16ª visita da organização a Londres e a primeira desde o UFC Fight Night: Aspinall vs. Tybura, em julho de 2023.
Uma luta de pesos-meio-médios entre o ex-campeão meio-médio do UFC Leon Edwards e Jack Della Maddalena estava originalmente programada para liderar o evento. No entanto, Della Maddalena foi retirado da luta para enfrentar o então campeão dos meio-médios Belal Muhammad no UFC 315, sendo substituído por Sean Brady.
Uma luta de pesos-meio-pesados entre Alonzo Menifield e Oumar Sy estava programada para o evento. Entretanto, Sy se retirou devido a uma lesão e Menifield foi remanejado para enfrentar o estreante Julius Walker no UFC Fight Night: Cejudo vs. Song.
Uma luta no peso-palha feminino entre Molly McCann e Istela Nunes estava marcada para este card. Contudo, Nunes se retirou da luta por motivos não revelados e foi substituída pela estreante Alexia Thainara.

## Prêmios de bônus
Os seguintes lutadores receberam bônus de US$ 50.000.
- Luta da Noite: Nenhum bônus concedido
- Performance da Noite: Sean Brady, Kevin Holland, Alexia Thainaraa e Shauna Bannon